# 荁
荁是堇菜科堇菜属的植物，又名黄堇、白三百棒（云南种子植物名录）、筋骨七、鸡心七（秦岭植物志），分布在日本以及中国大陆的湖北、云南、湖南、甘肃、江苏、浙江、福建、广西、陕西、江西、广东、安徽、四川、贵州等地，生长于海拔560米至3,550米的地区，多生在灌丛中、林缘旷地、溪旁或草坡。